# André Bester
Pour les articles homonymes, voir Bester.

a Compétitions nationales et continentales officielles uniquement.

b Matchs officiels uniquement.
Dernière mise à jour le 10 mai 2025.
André Bester, né le 26 octobre 1965, est un joueur et entraîneur sud-africain de rugby à XV jouant au poste de talonneur aux Free State Cheetahs puis aux Griquas. En 1996, il fait partie de l'Afrique du Sud A. À la fin de sa carrière de joueur, il devient entraîneur, dirigeant notamment des clubs nord-irlandais, italiens et français. Il est aussi officier de l'armée sud-africaine.
Son frère, Piet, est aussi joueur de rugby à XV et joue dans les mêmes clubs qu'André. Piet Bester meurt assassiné en 2025.

## Biographie

### Carrière de joueur
André Bester est d'abord joueur de rugby à XV et joue au poste de talonneur. Il évolue aux Free State Cheetahs puis aux Griquas aux côtés de son frère Piet.

### Carrière d'entraîneur
Ancien officier de l'armée sud-africaine, André Bester commence sa carrière d'entraîneur en 1997 au Rugby Rovigo, en Italie, où il s'occupe des jeunes joueurs.  
Il part ensuite pour l'Irlande du Nord où il entraîne le Ballymena RFC, Après trois années très réussies, où Ballymena est devenue la première équipe d'Ulster à se qualifier pour les barrages d'All Ireland League et Bester remportant le prix de l'entraîneur de l'année, ce dernier se voit offrir une prolongation de deux ans de son contrat,,. Il décide de poursuivre en Irlande du Nord et choisit de rejoindre les Belfast Harlequins, évoluant en deuxième division irlandaise. Il mène les Harlequins à une promotion immédiate et obtient deux positions en barrages au cours des deux années suivantes. Bester se voit de nouveau offrir une prolongation de son contrat, mais décide une nouvelle fois de décliner la proposition,. 
Après son départ d'Irlande du Nord, il est appelé en 2005 pour reprendre le Rotherham RUFC, évoluant en National League One, la troisième division anglaise. Il arrive pour remplacer Mike Schmid, en poste depuis 1997,. Au cours de sa première année, il mène l'équipe à une quatrième position et la deuxième année, il les a menés à la deuxième place, ne perdant que contre l'équipe des Leeds Tykes de Stuart Lancaster, première, par quatre points de ligue en trente matchs. 
En 2014, Bester est recruté par le CUS Torino, où il reste un an avant de rejoindre le rival du VII Rugby Torino. Bester mène l'équipe à une position en séries éliminatoires la première année, puis remporte une promotion en 2017 en Serie A. Il s'agit de leur première promotion en plus de quarante ans.
Après plusieurs années passées en Italie, il arrive au Stade aurillacois en 2017 afin de remplacer Jeremy Davidson, sur les conseils de ce dernier. Il signe d'abord un contrat d'un an puis est prolongé de quatre ans supplémentaires après les cinq premiers mois. Il est démis de ses fonctions le 15 janvier 2020 mais reste au club et devient entraîneur au sein du centre de formation. Il quitte finalement le club le mois suivant et rejoint le Soyaux Angoulême XV Charente en tant qu'entraîneur en charge de la touche et de la mêlée.

## Statistiques en tant qu'entraîneur
| Saison            | Club              | Division                | Poste                                  | Classement                                                           | Coupe d'Europe | Challenge européen |
| ----------------- | ----------------- | ----------------------- | -------------------------------------- | -------------------------------------------------------------------- | -------------- | ------------------ |
| 1994              | Griquas           | Currie Cup C            | Capitaine / Entraîneur adjoint         | Champions / Promotion                                                |                |                    |
| 1995              | Griquas           | Currie Cup B            | Capitaine / Entraîneur adjoint         | Champions / Promotion                                                |                |                    |
| 1996              | Griquas           | Currie Cup A (Elite)    | Capitaine / Entraîneur adjoint         | Barrages                                                             |                |                    |
| 1997              | Old Greys RFC     | Régional Premier League | Entraîneur-chef                        | Champions de ligue et de coupe                                       |                |                    |
| 1997-1998         | Rugby Rovigo      | Série A1                | Entraîneur / Développement des joueurs | Éliminé en demi-finale                                               | -              | -                  |
| 1998-1999         | Ballymena RFC     | 1er Division Irlande    | Directeur du Rugby                     | 8e AIL, Champion de la Ligue d'Ulster                                | -              | -                  |
| 1999-2000         | Ballymena RFC     | 1er Division Irlande    | Directeur du Rugby                     | 3e AIL, Barrages Vainqueur de la Coupe Milenium                      | -              | -                  |
| 2000-2001         | Ballymena RFC     | 1er Division Irlande    | Directeur du Rugby                     | 5e AIL, Champion de la Ligue d'Ulster Vainqueur de la Coupe Milenium | -              | -                  |
| 2001-2002         | Harlequins RFC    | 2e Division             | Directeur du Rugby                     | Champions AIL 2 / Promotion en 1er Champion de la Ligue d'Ulster     |                |                    |
| 2002-2003         | Harlequins RFC    | 1er Division Irlande    | Directeur du Rugby                     | 5e AIL Champion de la Ligue d'Ulster Vainqueur de la Coupe Milenium  |                |                    |
| 2003-2004         | Harlequins RFC    | 1er Division Irlande    | Directeur du Rugby                     | 3e AIL Champion de la Ligue d'Ulster Vainqueur de la Coupe Milenium  |                |                    |
| 2004-2005         | Harlequins RFC    | 1er Division Irlande    | Directeur du Rugby                     | 2e; Barrages                                                         |                |                    |
| 2005-2006         | Rotherham Titans  | National Division One   | PDG / entraîneur-chef                  | 4e                                                                   | -              | -                  |
| 2006-2007         | Rotherham Titans  | National Division One   | PDG / entraîneur-chef                  | 2e                                                                   | -              | -                  |
| 2007-2008         | Banbridge Rugby   | 3e Division Irlande     | Entraîneur-chef                        | Barrages                                                             |                |                    |
| 2008-2009         | Banbridge Rugby   | 3e Division Irlande     | Entraîneur-chef                        | Barrages                                                             |                |                    |
| 2009-2010         | Banbridge Rugby   | 3e Division Irlande     | Entraîneur-chef                        | Barrages                                                             |                |                    |
| 2010-2011         | Rotherham Titans  | RFU Championship        | Manager                                | Barrages                                                             | -              | -                  |
| 2011-2012         | Rotherham Titans  | RFU Championship        | Manager                                | Barrages                                                             | -              | -                  |
| 2014-2015         | CUS Torino Rugby  | Série A                 | Manager                                | 4e poule 1                                                           | -              | -                  |
| 2015-2017         | VII Rugby Torino  | Série B                 | Manager                                | Promotion en Seire A                                                 |                |                    |
| 2017-2018         | Stade aurillacois | Pro D2                  | Entraîneur                             | 11e                                                                  | -              | -                  |
| 2018-2019         | Stade aurillacois | Pro D2                  | Entraîneur Avants                      | 14e                                                                  | -              | -                  |
| 2019-janvier 2020 | Stade aurillacois | Pro D2                  | Entraîneur Avants                      | 14e                                                                  | -              | -                  |